# Янчук Дмитро Миколайович
Янчук Дмитро Миколайович (нар. 14 листопада 1992) — український спортсмен, веслувальник-каноїст,Заслужений майстер спорту України, бронзовий призер Олімпійських ігор 2016 року на дистанції 1000 метрів у парі з Тарасом Міщуком, переможець Універсіади 2013 у Казані.
Олімпіада в Токіо 13 місце на 1000 метрів у парі з Павлом Алтуховим.

## Біографія
Вихованець Хмельницької дитячо-юнацької спортивної школи управління освіти. Навчається у Хмельницькому національному університеті. Чемпіон Молодіжного чемпіонату Європи 2013.
Спортом займатися почав 2006 року.
Найкращий спортсмен України в травні 2015.
Представляв клуби: ШВСМ, ВК Гірник.
Срібний призер чемпіонату Європи серед молоді та юніорів 2009 року.
2012 — володар Кубка Світу, бронзовий призер Кубка Світу.
2013, 2014 — золото молодіжного чемпіонату Європи до 23 років.
2014 — бронзовий призер чемпіонату Європи.
2015 — на молодіжному чемпіонаті Європи U-23 в Чехії С-2 1000 м — золото, С-2 500 м — срібло, С-4 1000 м — бронза.
2015 — на Європейських іграх в Баку С-2 1000 м — 5 місце.
2015 — на чемпіонаті світу до 23 років С-2 1000 м — золото, С-4 500 м — золото.
2015 — на чемпіонаті Європи С-2 1000 м — срібло, С-2 500 м — золото.
2016 — на Кубку Світу в Німеччині С-2 1000м — 1 місце.
2016 — на Кубку Світу в Чехії С-2 1000м — 3 місце.
2017, 2018 — бронзовий призер чемпіонату Європи.

### Універсіада 2013
На літній Універсіаді, яка проходила з 6-о по 17-е липня у Казані, Дмитро представляв Україну у двох дисциплінах та завоював срібну та золоту медалі разом із Денисом Камериловим, Віталієм Вергелесом та Едуардом Шеметилом.
У перший день фінальних заїздів з веслування на байдарках і каное українці у складі човна каное-четвірки студентської збірної України завоювали золоту медаль на дистанції 1000 метрів. У фінальному заїзді українці фінішували з результатом — 3 хвилини 37,893 секунди. Вони більше, ніж на півсекунди (0,583) випередили срібних призерів — збірну Росії і на 0,726 секунд — бронзових призерів — збірну Польщі.
Разом із золотими нагородами цьому екіпажу вдалося здобути ще срібні нагороди на п'ятсотметрівці. Лише 0,3 секунди відділили наших спортсменів від першого місця, яке цього разу здобули господарі змагань, росіяни. Бронзові нагороди в узбекистанців.

### Виступ на Олімпіаді
На Олімпійських іграх 2016 Дмитро Янчук разом з Тарасом Міщуком в першому заїзді фінішував другим, поступившись екіпажу з Бразилії, і до фіналу вийшов після перемоги в півфіналі. У фінальному заїзді українці фінішували третіми з результатом — 3 хвилини 45,949 секунди, знов відставши від бразильців і пропустивши на перше місце екіпаж з Німеччини.
На Олімпійських іграх 2020 в Токіо зайняв 13 місце в каноє двійці разом з Павлом Алтуховим С-2 1000м 13 місце.

## Державні нагороди

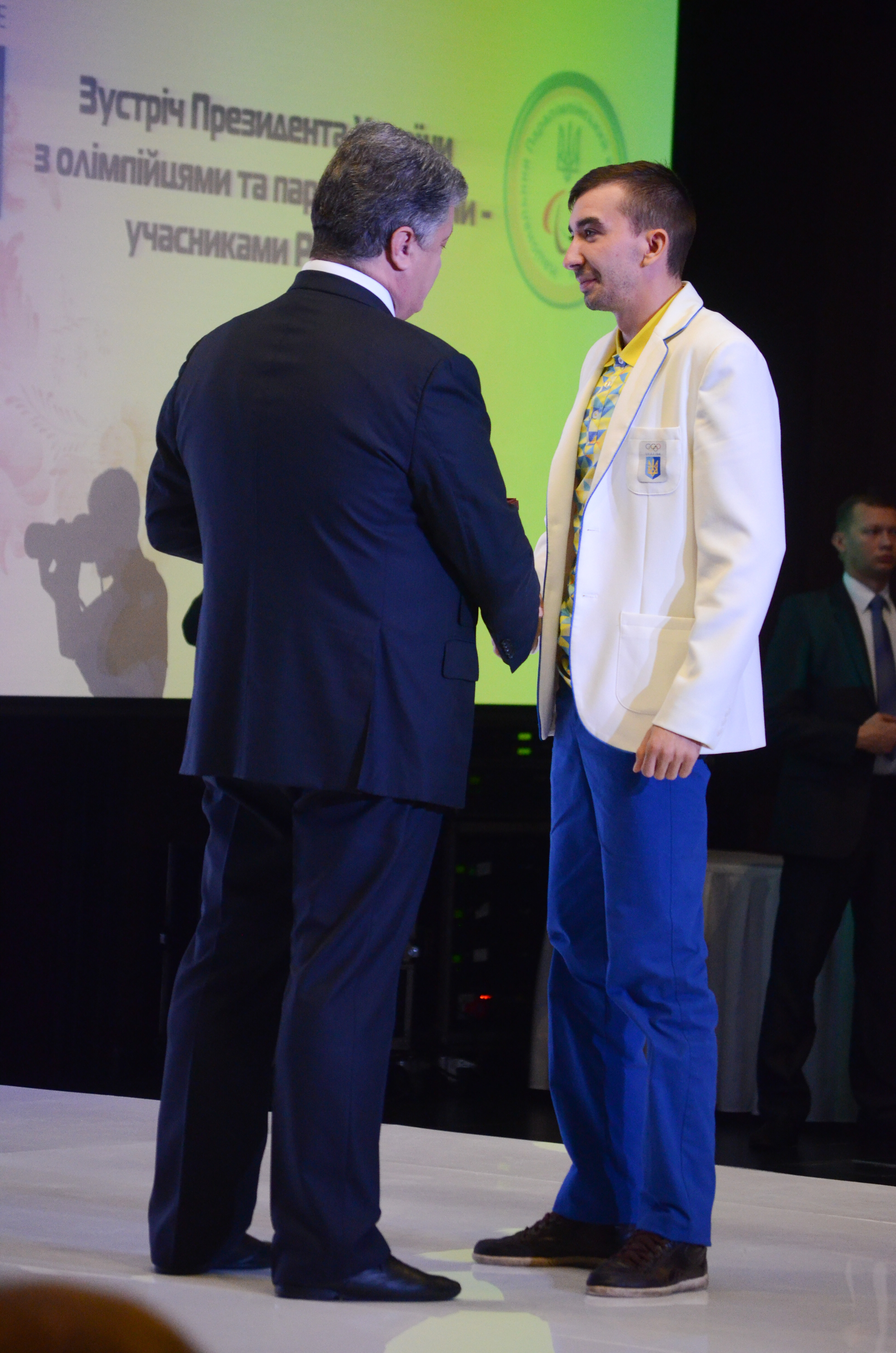
Дмитро Янчук отримує Орден «За заслуги» II ст.

- Орден «За заслуги» II ст. (4 жовтня 2016) —За досягнення високих спортивних результатів на Іграх ХХХІ Олімпіади 2016 року в місті Ріо-де-Жанейро (Федеративна Республіка Бразилія), виявлені мужність, самовідданість та волю до перемоги, утвердження міжнародного авторитету України[9]
- Орден «За заслуги» III ст. (25 липня 2013) — за досягнення високих спортивних результатів на XXVII Всесвітній літній Універсіаді в Казані, виявлені самовідданість та волю до перемоги, піднесення міжнародного авторитету України[10]